# Mycodrosophila legrandi
Mycodrosophila legrandi är en tvåvingeart som beskrevs av Tsacas och Chassagnard 1991. Mycodrosophila legrandi ingår i släktet Mycodrosophila och familjen daggflugor.
Artens utbredningsområde är Nya Kaledonien. Inga underarter finns listade i Catalogue of Life.